# Eric Cartman
Eric Theodore Cartman é um personagem fictício da série animada South Park. Junto com Kenny McCormick, Kyle Broflovski e Stan Marsh é um dos 4 personagens principais do desenho. Todos eles com idade na faixa dos 8 e 10 anos. Por ser gordo, é motivo de piadas para várias crianças e outros personagens da série.

## Personalidade
Eric Theodore Cartman tem 8 anos e em geral, é impulsivo e egocêntrico, e independente do tamanho da bizarrice que ele é capaz de falar que vai acontecer, sempre acaba acontecendo o que justifica a maioria dos desentendimentos com Kyle. Uma coisa que deixa Cartman extremamente ofendido, é falar de seu tipo físico e questioná-lo, no qual irá responder apenas que possui ossos grandes. Em um episódio sobre um tratamento para sua obesidade, um homem o chama de gordo, Cartman então realiza uma ligação. Pouco tempo depois o homem recebe um telefonema de uma notícia extremamente ruim de uma hospitalização ou possivelmente morte de alguém próximo dele. Cartman então, alega: Não sou gordo, tenho ossos grandes. Cartman é extremamente vingativo e a raiva é a sua motivação que o leva a cometer as mais bizarras atrocidades, como fazer Scott Tenorman se alimentar dos restos de seus pais em um festival de chili após ser humilhado pelo mesmo várias e várias vezes. Já foi revelado que Cartman possui um vasto conhecimento de engenharia e matemática, ciências humanas e exatas e arte, capaz de passar estruturas e planos para um papel com perfeição. É investigador e um estrategista sem igual em South Park. Quando não está com raiva, é só um idiota mimado. Cartman na maioria das vezes, também tem um hábito de achar que várias pessoas conspiram contra ele ou contra a América. Cartman também consegue cargos altos muito fácil, o que facilita seus planos perversos. Também se destaca por cometer várias bizarrices em razão da sua infantilidade e inocência.

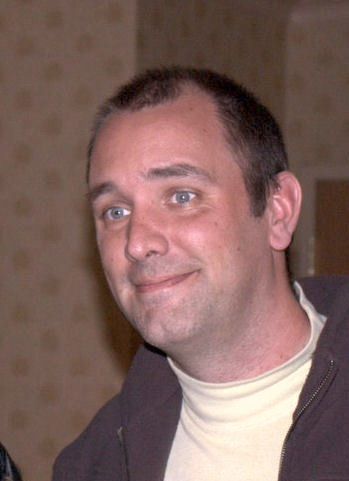
Cartman é interpretado pelo co-criador da série Trey Parker.

## Aparência
Cartman veste um chapéu azul e amarelo, um casaco vermelho, luvas amarelas e uma calça marrom na maior parte do tempo. Seu cabelo é marrom (apesar de ocasionalmente ser preto, como quando se fantasia de Adolf Hitler ou um lutador
de sumô). De todos os 4 protagonistas da série, ele é o mais visto sem o seu chapéu. Ele tem queixo duplo, mãos e pés grandes, e isso o torna engraçado por conta de sua obesidade, mesmo sendo sua personalidade e seu linguajar chulo que chama mais atenção e atrai fãs de todo o mundo e de todas as idades.

## Origem
De acordo com Trey Parker e Matt Stone, quando eles estavam criando South Park, ficaram perplexos com o fato de que, hoje em dia, seria impossível colocar um personagem como Archie Bunker na TV. Eles, no entanto, pensaram que se fosse um garoto de 8 anos animado, isso poderia ser viável, e então Cartman nasceu.
Ao longo da série a personalidade de Cartman foi mudando notavelmente. Enquanto sempre egocêntrico, racista, preconceituoso e anti-semita (em várias ocasiões entrou em atrito com Kyle, seu colega judeu), ele foi, nas primeiras temporada, mostrado mais como um menino imaturo. Nas temporadas posteriores sua personalidade se tornou mais agressiva. Sua habilidade em manipular outras pessoas para seus fins tornou-se mais aguçada, além de sua inteligência, por incrível que pareça, Cartman se mostrou mais burro que inteligente. Cartman também tende a ser mais bem informado e muito menos ingênuo política e socialmente que seus amigos, bem como desprovido de padrões ou valores morais. Cartman também tem mostrado ser mimado e dependente, como no episódio "Tsst"  onde sua mãe chama uma babá para mudar o seu comportamento, mas Eric se rebela fazendo uma das babás comer seu próprio excremento. Eric é tanto burro quanto inteligente, mostrando-se muito eficiente se tratando de engenharia e ciências humanas e exatas, bem como é o melhor estrategista de South Park, o único problema de ele não concluir seus planos perversos, é ser um garoto de 8 anos sem apoio, mas ainda sozinho, pode ir muito longe com suas habilidades, normalmente utilizando métodos de manipulação em massa, como mídias ou dando depoimentos convincentes nas ruas, FORJANDO motivos e provas ou abusando da inocência de Butters para aplicar seus métodos. Motivado pelo seu ódio e egoísmo, sempre consegue o que quer, pois é muito persistente.
Cartman é sempre desprezado por seus amigos (principalmente nos episódios The Death of Eric Cartman e 1%) justamente pelo seu comportamento egoísta, racista, nazista, manipulador, sociopata e linguajar inapropriado. Cartman frequentemente arma planos e manipula as pessoas visando os seus próprios interesses mas nunca consegue concretizar seus planos. Quase sempre no final dos episódios ele se dá mal e não alcança os seus objetivos. Em um episódio, Cartman coloca o pênis de Butters em sua boca e tira uma foto achando que desse jeito Butters seria tachado de gay mas aconteceu justamente o contrário por motivos óbvios.
Cartman dificilmente consegue apoio dos seus amigos para seus planos doentios, todos costumam o ignorar com exceção de Butters que é ingênuo  e frequentemente ajuda Cartman apesar do mesmo desprezá-lo e apenas usá-lo para seus próprios interesses. O principal rival de Cartman é Kyle Broflovski que na maioria das vezes estraga os planos dele.

## Inimigos
Cartman, por ser um certo antagonista, possui os mais variados inimigos, entre eles o judeu Kyle com alguns desentendimentos e Stan por ser um forte apoiador de Kyle. Também expõe um ódio contra Wendy Testaburger, alegando que ela é uma socialista e possui inveja por ela ser a representante da escola ao invés dele.

## Guaxinim & Amigos
Cartman cria uma Liga de Super Heróis chamada Guaxinim & Amigos com os seus Amigos Kyle, Stan, Kenny, Bradley, Token, Timmy, Craig, que são Guaxinim, Pipa-Humana, Mysterion, Cereal de Fruta, Ferramenta, Dama de Ferro, Mosquito e Topperware. Cartman é o Guaxinim, apesar de que insiste em negar sua "identidade secreta", Kenny é o Mysterion super-herói com poder de ser Imortal, Mysterion e o Cereal de Fruta são as únicas crianças que realmente tem poderes. Os Vilões são: Professor Caos e General Desordem, Capitão Retrospectiva e Cthulhu entre outros. Professor Caos foi pego pelo Guaxinim & Amigos é trancado no Porão de Cartman durante semanas, com apenas um balde para defecar, quando questionado, Cartman sugeriu que Butters coma seu próprio excremento. Após a votação iniciada por Mysterion para decidir a expulsão do Guaxinim do grupo Guaxinim & Amigos, Cartman então se sente extremamente traído e se une ao Cthulhu para botar um fim no grupo que ele considera vilões e ele o único herói quando na verdade é justamente o contrário. O grupo Guaxinim & Amigos então, agora liderado por Mysterion, não teve seu nome alterado, pois Mysterion alega gostar de irritar Cartman com esse nome, a partir disso, Guaxinim é considerado oficialmente um vilão.

## Família
Eric Theodore Cartman é filho de Liane Cartman e Jack Tenorman. O verdadeiro pai de Eric é revelado nos episódios 200 e 201 da 14° temporada. Tem um meio-irmão chamado Scott Tenorman. No episódio "Merry Christmas Charlie Manson" da 2°temporada, é revelada toda a família por parte de mãe do Cartman, porém, seus nomes não foram revelados. O nome de um dos primos de Cartman foi revelado, o "primo Elvin". No episódio "Cartmanland" são revelados outros parentes de Eric e também o fato de que sua avó morreu e que ele herdou 1 milhão de dólares dela. Ele usa esse dinheiro para comprar um parque de diversões só para ele a qual batizou-o de "Cartmanland". Cartman planejou a morte do seu próprio pai para se vingar de Scott Tenorman. Porém, ele desconhecia o fato de Jack era seu pai, só depois na 14° temporada foi que ele descobriu. Quando questionado por Kyle se ele sentia remorsos, Eric simplesmente respondeu que não sentia culpa e que estava chorando pelo fato de que seu pai era ruivo.

## Ódio
Ao longo da série, Cartman expõe seu ódio contra os judeus (como Kyle), hippies, pobres (como Kenny), ruivos e árabes, negros e imigrantes. Ele, que é do signo de câncer, é extremamente preconceituoso com diversas raças e etnias. Cartman já liderou uma campanha contra a fé judaica, o que lhe rendeu um simples castigo. Já exterminou vários hippies em um festival de South Park e também expôs seu nojo às minorias no episódio "Xixi", onde havia vários mexicanos e negros nas piscinas e ele se viu no "apocalipse que os maias previram".